# (6244) Okamoto
(6244) Okamoto (1990 QF) – planetoida z pasa głównego asteroid.

## Odkrycie
Planetoida została odkryta 20 sierpnia 1990 roku przez japońskiego astronoma Tsutomu Seki.

## Orbita
Orbita 6244 Okamoto nachylona jest do płaszczyzny ekliptyki pod kątem 5,39°. Na jeden obieg wokół Słońca ciało to potrzebuje 3,18 roku, krążąc w średniej odległości 2,16 j.a. od Słońca. Mimośród orbity tej planetoidy to 0,15.

## Właściwości fizyczne
Okamoto ma średnicę ok. 7 km. Jego jasność absolutna to 13,6m. Okres obrotu tej planetoidy wokół własnej osi to 2,8942 godziny.

## Satelita planetoidy
Na podstawie obserwacji analizy jasności krzywej blasku zidentyfikowano w pobliżu tej asteroidy naturalnego satelitę o średnicy szacowanej na 1,7 km. Odkrycia tego dokonali D. Higgins oraz P. Kusnirak w obserwatorium Ondrejov bazując na obserwacjach planetoidy Okamoto od 26 sierpnia do 3 października 2006 roku. Obydwa składniki układu obiegają wspólny środek masy w czasie ok. 20,35 godziny. Okamoto znajduje się w odległości ok. 4 km, a jego satelita ok. 15 km od barycentrum. Średnia odległość obydwu składników od siebie to ok. 19 km.
Prowizoryczne oznaczenie tego satelity to S/2006 (6244) 1.